# Ludmannsdorf
Ludmannsdorf (słoweń. Bilčovs) – gmina w Austrii, w kraju związkowym Karyntia, w powiecie Klagenfurt-Land. Według Austriackiego Urzędu Statystycznego liczyła 1805 mieszkańców (1 stycznia 2015).